# Мис Олександра
Мис Олекса́ндра (гренл. Ullersuaq, Uvdlerssuak, Sarfalik, дан. Kap Alexander) — крайня західна точка Гренландії.
Мис Олександра розділяє Море Баффіна на півдні та Басейн Кейна на півночі. На відстані приблизно 50 км навпроти мису розташований мис Ізабелли канадського острова Елсмір.
Мис знаходиться у західній частині півострова Хейс в комуні Каасуїтсуп, приблизно за 250 км на північ від містечка Каанаак.